# Utah Wing Civil Air Patrol
A Utah Wing Civil Air Patrol (UTWG) é uma das 52 "alas" (50 estados, Porto Rico e Washington, D.C.) da "Civil Air Patrol" (a força auxiliar oficial da Força Aérea dos Estados Unidos) no Estado do Utah. A sede da Utah Wing está localizada em Salt Lake City, Utah. A Utah Wing consiste em mais de 630 cadetes e membros adultos distribuídos em 14 locais espalhados por todo o Estado.
A ala de Utah é membro da Região de Rocky Mountain da CAP juntamente com as alas dos seguintes Estados: Idaho, Colorado, Montana e Wyoming.

## Missão
A Civil Air Patrol (CAP) tem três missões: fornecer serviços de emergência; oferecer programas de cadetes para jovens; e fornecer educação aeroespacial para membros da CAP e para o público em geral.

## Serviços de emergência
A CAP fornece ativamente serviços de emergência, incluindo operações de busca e salvamento e gestão de emergência, bem como auxilia na prestação de ajuda humanitária.
A CAP também fornece apoio à Força Aérea por meio da realização de transporte leve, suporte de comunicações e levantamentos de rotas de baixa altitude. A Civil Air Patrol também pode oferecer apoio a missões de combate às drogas.

## Programas de cadetes

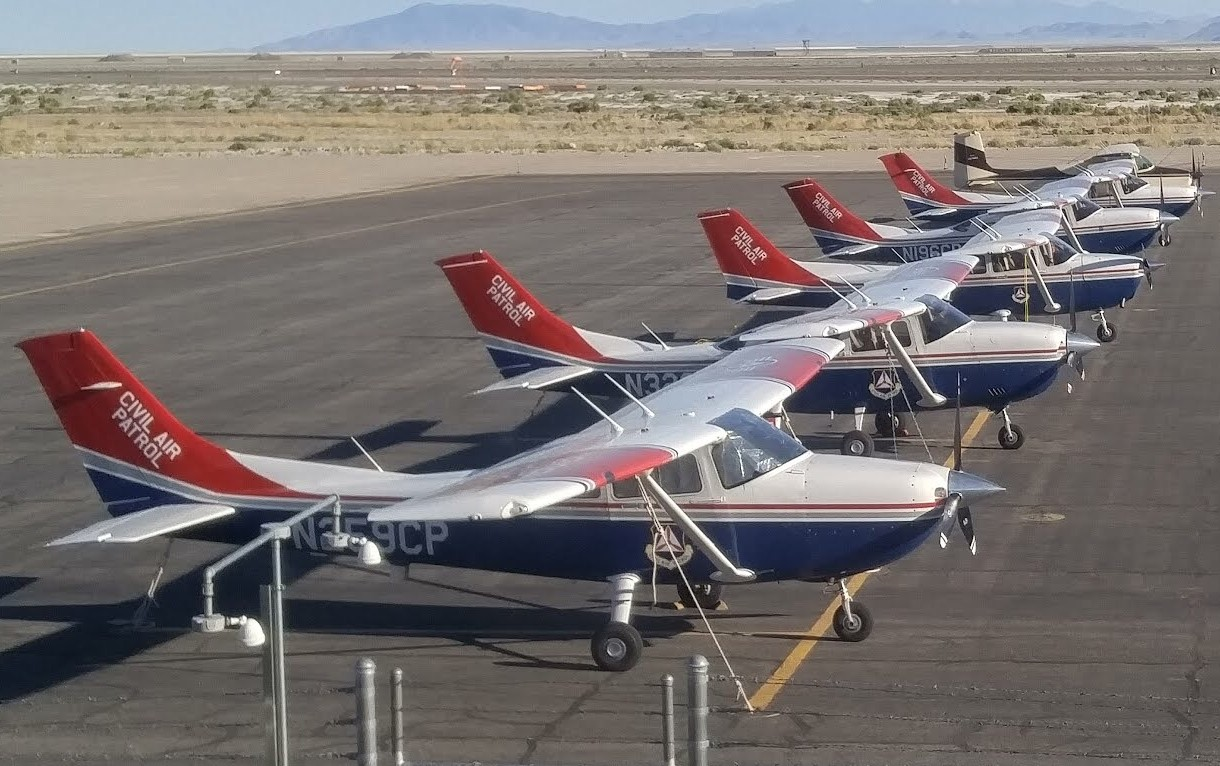
Avião da Utah Wing no Aeroporto Wendover.

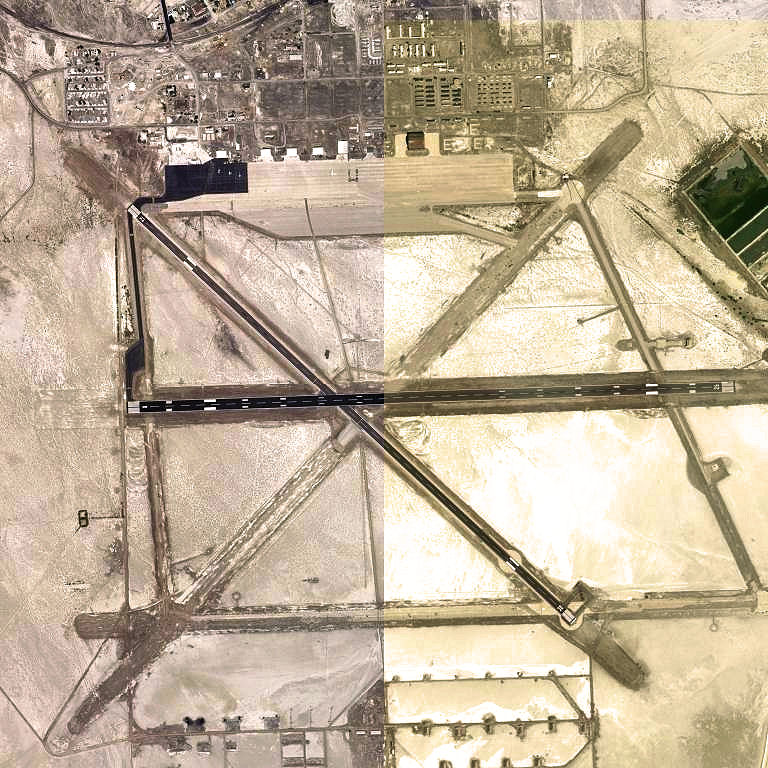
O Aeroporto Wendover, Utah (ICAO: KENV).

A CAP oferece programas de cadetes para jovens de 12 a 21 anos, que incluem educação aeroespacial, treinamento de liderança, preparo físico e liderança moral para cadetes.

## Educação Aeroespacial
A CAP oferece educação aeroespacial para membros do CAP e para o público em geral. Cumprir o componente de educação da missão geral da CAP inclui treinar seus membros, oferecer workshops para jovens em todo o país por meio de escolas e fornecer educação por meio de eventos públicos de aviação.

## Organização
| Designação | Nome do Esquadrão                  | Localização    |
| ---------- | ---------------------------------- | -------------- |
| UT-007     | Salt Lake City Senior Squadron     | Salt Lake City |
| UT-017     | Castle Valley Composite Squadron   | Price          |
| UT-024     | St George Composite Squadron       | Saint George   |
| UT-027     | Weber Minuteman Composite Squadron | Layton         |
| UT-048     | Phoenix Cadet Squadron             | Taylorsville   |
| UT-049     | Cache Valley Composite Squadron    | Logan          |
| UT-053     | Sevier Valley Cadet Squadron       | Richfield      |
| UT-067     | Thunderbird Cadet Squadron         | Salt Lake City |
| UT-069     | Cedar Mustangs Composite Squadron  | Cedar City     |
| UT-080     | Blackhawk Cadet Squadron           | Draper         |
| UT-083     | Phantom Composite Squadron         | Provo          |
| UT-117     | Uintah Wilderness Cadet Squadron   | Vernal         |
| UT-801     | UMA Cadet Squadron                 | Riverdale      |